# My Friend Dahmer
My Friend Dahmer är en amerikansk dramafilm från 2017 om seriemördaren Jeffrey Dahmer. Filmen, som bygger på Derf Backderfs serieroman My Friend Dahmer, handlar om Dahmers tidiga liv fram till det att han i juni 1978 möter sitt första mordoffer – 18-årige Steven Hicks.

## Rollista (urval)
| Ross Lynch         | – Jeffrey Dahmer                             |
| Alex Wolff         | – John "Derf" Backderf, Jeffreys klasskamrat |
| Vincent Kartheiser | – Dr. Matthews                               |
| Anne Heche         | – Joyce Dahmer, Jeffreys mor                 |
| Dallas Roberts     | – Lionel Dahmer, Jeffreys far                |
| Dave Soboro        | – Steven Hicks                               |